# Korfbal aux Jeux mondiaux de 2025
Navigation
Birmingham 2022 Karlrühe 2029
Les tournois mixtes de Korfbal des Jeux mondiaux de 2025 a lieu du 8 au 17 août 2025 à Chengdu en Chine.
Deux tournois sont organisés :
- le tournoi en salle au gymnase du lycée de Longquan du 8 au 12 août
- un tournoi de beach-korfbal, une nouveauté, sur le site du Xinglong Lake du 15 au 17 août

## Organisation
Le Championnat du monde de korfball IKF 2023 a servi d'unique épreuve de qualification pour la discipline de korfball en salle. Huit places étaient disponibles avec comme condition que au moins quatre continents soient représentés. Les participants des quatre continents devaient terminer dans le top 11 de l'IKF WKC 2023. 
Les sept quotas ont été distribués aux Pays-Bas, Taipei chinois, Belgique, Tchéquie, Suriname, Allemagne et Portugal. L'Australie, 12e, ne pouvait pas intégrer la liste des qualifiés.
Par conséquent, le Conseil de l'IKF à choisi en janvier 2025 d'inviter la Chine en tenant compte de l'intérêt de la qualité de la compétition, de la représentation mondiale et de l'impact marketing.
En beach korfball, huit équipes parmi les plus performantes ont décroché leur place au TWG2025 : la Pologne, le Taipei chinois, les Pays-Bas, la Hongrie, la Belgique, les États-Unis, l’Australie et la Chine. Sur la base des critères de qualification établis, les Pays-Bas et la Chine se sont qualifiés en avril, lors de la WBKC 2024, tandis que les autres équipes se sont qualifiées via le classement mondial de beach korfball de l'IKF.

## Korfbal en salle

### Tour préliminaire
- En gras, qualifié pour les demi-finales

| Cla | Équipe   | Pts | J | V | VP | DP | D | BP | BC | +/- |
| --- | -------- | --- | - | - | -- | -- | - | -- | -- | --- |
| 1   | Pays-Bas | 9   | 3 | 3 | 0  | 0  | 0 | 97 | 37 | 60  |
| 2   | Taïwan   | 6   | 3 | 2 | 0  | 0  | 1 | 67 | 65 | 2   |
| 3   | Portugal | 3   | 3 | 1 | 0  | 0  | 2 | 51 | 61 | -10 |
| 4   | Chine    | 0   | 3 | 0 | 0  | 0  | 3 | 32 | 84 | -52 |

| 8 août  | Pays-Bas | 29 | 12 | Portugal |
| 8 août  | Chine    | 14 | 28 | Taïwan   |
| 9 août  | Chine    | 9  | 21 | Portugal |
| 9 août  | Pays-Bas | 33 | 16 | Taïwan   |
| 10 août | Chine    | 9  | 35 | Pays-Bas |
| 10 août | Portugal | 18 | 23 | Taïwan   |

| Cla | Équipe    | Pts | J | V | VP | DP | D | BP | BC | +/- |
| --- | --------- | --- | - | - | -- | -- | - | -- | -- | --- |
| 1   | Belgique  | 9   | 3 | 3 | 0  | 0  | 0 | 68 | 35 | 33  |
| 2   | Tchéquie  | 5   | 3 | 1 | 1  | 0  | 1 | 49 | 61 | -12 |
| 3   | Suriname  | 3   | 3 | 1 | 0  | 0  | 2 | 42 | 48 | -6  |
| 4   | Allemagne | 1   | 3 | 0 | 0  | 1  | 2 | 47 | 62 | -15 |

| 8 août  | Belgique  | 26 | 10 | Tchéquie  |
| 8 août  | Allemagne | 14 | 15 | Suriname  |
| 9 août  | Tchéquie  | 19 | 16 | Suriname  |
| 9 août  | Belgique  | 27 | 14 | Allemagne |
| 10 août | Suriname  | 11 | 15 | Belgique  |
| 10 août | Tchéquie  | 20 | 19 | Allemagne |

### Match de classement
|  | Match de classement | Match de classement |                        |    | Match pour la 5e place | Match pour la 5e place |
|  | Match de classement | Match de classement |                        |    | Match pour la 5e place | Match pour la 5e place |
|  |                     |                     |                        |    |                        |                        |
|  | 11 août             | 11 août             |                        |    | 12 août                | 12 août                |
|  | 11 août             | 11 août             |                        |    | 12 août                | 12 août                |
|  | Portugal            | 20                  |                        |    | 12 août                | 12 août                |
|  | Portugal            | 20                  |                        |    | 12 août                | 12 août                |
|  | Allemagne           | 23                  |                        |    | 12 août                | 12 août                |
|  | Allemagne           | 23                  | Allemagne              | 14 |                        |                        |
|  | 11 août             |                     | Allemagne              | 14 |                        |                        |
|  |                     | Suriname            | 16                     |    |                        |                        |
|  | Chine               | Suriname            | 16                     | 12 |                        |                        |
|  | Chine               |                     |                        | 12 |                        |                        |
|  | Suriname            | 19                  |                        |    |                        |                        |
|  | Suriname            | 19                  | Match pour la 7e place |    |                        |                        |
|  |                     |                     |                        |    |                        |                        |
|  | 12 août             |                     |                        |    |                        |                        |
|  |                     |                     |                        |    |                        |                        |
|  | Chine               | 12                  |                        |    |                        |                        |
|  | Chine               | 12                  |                        |    |                        |                        |
|  | Portugal            | 19                  |                        |    |                        |                        |
|  | Portugal            | 19                  |                        |    |                        |                        |

### Phase finale
|  | Demi-finales  | Demi-finales |                        |    | Finale  | Finale  |
|  | Demi-finales  | Demi-finales |                        |    | Finale  | Finale  |
|  |               |              |                        |    |         |         |
|  | 11 août       | 11 août      |                        |    | 12 août | 12 août |
|  | 11 août       | 11 août      |                        |    | 12 août | 12 août |
|  | Pays-Bas      | 39           |                        |    | 12 août | 12 août |
|  | Pays-Bas      | 39           |                        |    | 12 août | 12 août |
|  | Tchéquie      | 13           |                        |    | 12 août | 12 août |
|  | Tchéquie      | 13           | Pays-Bas               | 23 |         |         |
|  | 11 août       |              | Pays-Bas               | 23 |         |         |
|  |               | Belgique     | 16                     |    |         |         |
|  | Belgique      | Belgique     | 16                     | 19 |         |         |
|  | Belgique      |              |                        | 19 |         |         |
|  | Tapei chinois | 13           |                        |    |         |         |
|  | Tapei chinois | 13           | Match pour la 3e place |    |         |         |
|  |               |              |                        |    |         |         |
|  | 12 août       |              |                        |    |         |         |
|  |               |              |                        |    |         |         |
|  | Tchéquie      | 15           |                        |    |         |         |
|  | Tchéquie      | 15           |                        |    |         |         |
|  | Tapei chinois | 19           |                        |    |         |         |
|  | Tapei chinois | 19           |                        |    |         |         |

### Classement final
| Rang               | Équipe    |
| ------------------ | --------- |
| Médaille d'or      | Pays-Bas  |
| Médaille d'argent  | Belgique  |
| Médaille de bronze | Taïwan    |
| 4                  | Tchéquie  |
| 5                  | Suriname  |
| 6                  | Allemagne |
| 7                  | Portugal  |
| 8                  | Chine     |

## Beach korfbal

### Tour préliminaire
- En gras, qualifié pour les demi-finales

| Cla | Équipe    | Pts | J | V | VP | DP | D | BP | BC | +/- |
| --- | --------- | --- | - | - | -- | -- | - | -- | -- | --- |
| 1   | Pays-Bas  | 9   | 3 | 3 | 0  | 0  | 0 | 45 | 9  | +36 |
| 2   | Belgique  | 6   | 3 | 2 | 0  | 0  | 1 | 35 | 20 | +15 |
| 3   | Pologne   | 3   | 3 | 1 | 0  | 0  | 2 | 27 | 35 | –8  |
| 4   | Australie | 0   | 0 | 0 | 0  | 0  | 3 | 6  | 49 | –43 |

| 15 août | Pologne  | 6  | 16 | Belgique  |
| 15 août | Pays-Bas | 18 | 0  | Australie |
| 15 août | Pays-Bas | 11 | 4  | Belgique  |
| 15 août | Pologne  | 16 | 3  | Australie |
| 16 août | Pologne  | 5  | 16 | Pays-Bas  |
| 16 août | Belgique | 15 | 3  | Australie |

| Cla | Équipe         | Pts | J | V | VP | DP | D | BP | BC | +/- |
| --- | -------------- | --- | - | - | -- | -- | - | -- | -- | --- |
| 1   | Taipei chinois | 9   | 3 | 3 | 0  | 0  | 0 | 29 | 12 | +17 |
| 2   | Hongrie        | 4   | 3 | 1 | 0  | 1  | 1 | 18 | 17 | +1  |
| 3   | Chine          | 3   | 3 | 1 | 0  | 0  | 2 | 26 | 29 | –3  |
| 4   | États-Unis     | 2   | 3 | 0 | 1  | 0  | 0 | 16 | 31 | –15 |

| 15 août | Taipei chinois | 8  | 5  | États-Unis |
| 15 août | Hongrie        | 9  | 5  | Chine      |
| 15 août | Hongrie        | 5  | 5* | États-Unis |
| 15 août | Taipei chinois | 14 | 3  | Chine      |
| 16 août | Taipei chinois | 7  | 4  | Hongrie    |
| 16 août | États-Unis     | 6  | 18 | Chine      |

### Phase finale
|  | Quarts de finale | Quarts de finale |                |         | Demi-finales           | Demi-finales |  |  | Finale   | Finale |
|  | Quarts de finale | Quarts de finale |                |         | Demi-finales           | Demi-finales |  |  | Finale   | Finale |
|  |                  |                  |                |         |                        |              |  |  |          |        |
|  |                  |                  |                |         |                        |              |  |  |          |        |
|  |                  |                  |                |         |                        |              |  |  |          |        |
|  | Pays-Bas         | 13               |                |         |                        |              |  |  |          |        |
|  | Pays-Bas         | 13               |                |         |                        |              |  |  |          |        |
|  | États-Unis       | 8                |                |         |                        |              |  |  |          |        |
|  | États-Unis       | 8                | Pays-Bas       | 12      |                        |              |  |  |          |        |
|  |                  |                  | Pays-Bas       | 12      |                        |              |  |  |          |        |
|  |                  | Hongrie          | 4              |         |                        |              |  |  |          |        |
|  | Hongrie          | Hongrie          | 4              | 8       |                        |              |  |  |          |        |
|  | Hongrie          |                  |                | 8       |                        |              |  |  |          |        |
|  | Pologne          | 7                |                |         |                        |              |  |  |          |        |
|  | Pologne          | 7                | Pays-Bas       | 6       |                        |              |  |  |          |        |
|  |                  |                  | Pays-Bas       | 6       |                        |              |  |  |          |        |
|  |                  | Taipei chinois   | 8              |         |                        |              |  |  |          |        |
|  | Taipei chinois   | Taipei chinois   | 8              | 15      |                        |              |  |  |          |        |
|  | Taipei chinois   |                  |                | 15      |                        |              |  |  |          |        |
|  | Australie        | 11               |                |         |                        |              |  |  |          |        |
|  | Australie        | 11               | Taipei chinois | 8       |                        |              |  |  |          |        |
|  |                  |                  | Taipei chinois | 8       | Match pour la 3e place |              |  |  |          |        |
|  |                  | Belgique         | 7              |         |                        |              |  |  |          |        |
|  | Chine            | Belgique         | 7              | 2       |                        |              |  |  |          |        |
|  | Chine            |                  |                | 2       |                        |              |  |  |          |        |
|  | Belgique         | 13               |                | Hongrie | 5                      |              |  |  |          |        |
|  | Belgique         | 13               |                | Hongrie | 5                      |              |  |  |          |        |
|  |                  |                  |                |         |                        |              |  |  | Belgique | 10     |
|  |                  |                  |                |         |                        |              |  |  | Belgique | 10     |

|  | Match de classement | Match de classement |                        |   | Match pour la 5e place | Match pour la 5e place |
|  | Match de classement | Match de classement |                        |   | Match pour la 5e place | Match pour la 5e place |
|  |                     |                     |                        |   |                        |                        |
|  | 17 août             | 17 août             |                        |   | 17 août                | 17 août                |
|  | 17 août             | 17 août             |                        |   | 17 août                | 17 août                |
|  | Chine               | 13                  |                        |   | 17 août                | 17 août                |
|  | Chine               | 13                  |                        |   | 17 août                | 17 août                |
|  | Australie           | 6                   |                        |   | 17 août                | 17 août                |
|  | Australie           | 6                   | Chine                  | 6 |                        |                        |
|  | 17 août             |                     | Chine                  | 6 |                        |                        |
|  |                     | Pologne             | 10                     |   |                        |                        |
|  | États-Unis          | Pologne             | 10                     | 8 |                        |                        |
|  | États-Unis          |                     |                        | 8 |                        |                        |
|  | Pologne             | 12                  |                        |   |                        |                        |
|  | Pologne             | 12                  | Match pour la 7e place |   |                        |                        |
|  |                     |                     |                        |   |                        |                        |
|  | 17 août             |                     |                        |   |                        |                        |
|  |                     |                     |                        |   |                        |                        |
|  | Australie           | 3                   |                        |   |                        |                        |
|  | Australie           | 3                   |                        |   |                        |                        |
|  | États-Unis          | 7                   |                        |   |                        |                        |
|  | États-Unis          | 7                   |                        |   |                        |                        |

### Classement final
| Rang               | Équipe          |
| ------------------ | --------------- |
| Médaille d'or      | Taipei chinois’ |
| Médaille d'argent  | Pays-Bas        |
| Médaille de bronze | Belgique        |
| 4                  | Hongrie         |
| 5                  | Pologne         |
| 6                  | Chine           |
| 7                  | États-Unis      |
| 8                  | Australie       |

## Médaillés
| Épreuves                | Or | Argent | Bronze |
| ----------------------- | --- | --- | --- |
| Tournoi mixte en salle  | Pays-Bas- Jessica Lokhorst - Esther Cordus - Nikki Boerhout - Daniëlle Boadi - Fleur Hoek - Sabine Verhoef - Olav van Wijngaarden - Marije Visser - Ran Faber - Harjan Visscher - Carlo de Vries - Alwin Out - Julian Frieswijk - Bo Oppe | Belgique- Amber Engels - Lisa Van Gorp - Lisa Pauwels - Lise Van Maldeghem - Joke Van Maldeghem - Britt Saey - Eline Denie - Nick Verwerft - Jordan De Vogelaere - Siebe De Ley - Jarre De Ley - Thomas Thijs - Joppe Bellemans - Kian Amorgaste | Taipei chinois- Lin Ya-wen - Cho Ya-hui - Wu Pei-yun - Chen Cin - Chang Shu-chi - Lo Kai-yeh - Chan Ya-han - Chen Yuan-hao - Chang Chieh-sheng - Chiu Shao-en - Chen Chun-ta - Kao Chen-yu - Tsai Tsung-yu - Hsu Ching-chen |
| Tournoi mixte sur plage | Taipei chinois- Huang Ying-ting - Wu Jia-yi - Chu Shu-ping - Wang Yi-wen - Chang Chia-chuan - Wang Ming-kai | Pays-Bas- Mandy Koelman - Lynn Bukerk - Jessie Heuveling - Jasper van der Eijk - André Zwart - Jesper Tolsma | Belgique- Elin Loos - Lauren Somers - Paulien Ryckx - Ruben Vergaert - Axel Van Genechten - Cedric Schoumaker |